# Neocrepidodera norica
Neocrepidodera norica es una especie de insecto coleóptero de la familia Chrysomelidae. Fue descrita científicamente en 1890 por Weise.